# Municipio de Grant (condado de Newaygo)
El municipio de Grant (en inglés: Grant Township) es un municipio ubicado en el condado de Newaygo en el estado estadounidense de Míchigan. En el año 2010 tenía una población de 3294 habitantes y una densidad poblacional de 35,3 personas por km².

## Geografía
El municipio de Grant se encuentra ubicado en las coordenadas 43°20′50″N 85°44′45″O / 43.34722, -85.74583. Según la Oficina del Censo de los Estados Unidos, el municipio tiene una superficie total de 93.32 km², de la cual 91,78 km² corresponden a tierra firme y (1,65 %) 1,54 km² es agua.

## Demografía
Según el censo de 2010, había 3294 personas residiendo en el municipio de Grant. La densidad de población era de 35,3 hab./km². De los 3294 habitantes, el municipio de Grant estaba compuesto por el 93,5 % blancos, el 0,39 % eran afroamericanos, el 0,43 % eran amerindios, el 0,3 % eran asiáticos, el 3,61 % eran de otras razas y el 1,76 % eran de una mezcla de razas. Del total de la población el 13,33 % eran hispanos o latinos de cualquier raza.